# Cryptomitrium oreades
Cryptomitrium oreades är en bladmossart som beskrevs av Perold. Cryptomitrium oreades ingår i släktet Cryptomitrium och familjen Aytoniaceae. Inga underarter finns listade i Catalogue of Life.